# Tim O'Reilly
Tim O'Reilly, ameriški založnik irskega rodu, * 6. junij 1954, Cork, Irska.
O'Reilly je ustanovitelj založbe O'Reilly Media, ki izdaja računalniško literaturo.
Literatura ga je zanimala že od srednje šole dalje, po končani diplomi na Univerzi Harvard v ZDA pa se je preusmeril na pisanje in izdajanje priročnikov za operacijske sisteme in programsko opremo. Je tudi aktiven podpornik odprte kode.